# Biserica de lemn din Mănăstirea Bogdana
Biserica de lemn din Mănăstirea Bogdana  strămutată în 1750, refăcută în 1925 după incendiu, face parte din ansamblul Mănăstirii Bogdana. Acesta figurează pe Lista Monumentelor Istorice din anul 2010 cod LMI BC-II-m-B-20903.